# 1-я конная дивизия Украинской державы
1-я конная дивизия (1-я к.д. Укр.д., укр. 1-ша кінна дивізія) — воинское соединение вооружённых сил Украинской державы во время Гражданской войны в России.

## История
29 апреля 1918 года дивизия находилась в Одессе, как и штаб 3-го Одесского корпуса—военного округа. Командиром корпуса был генерал-майор В. В. Бискупский, одновременно он командовал всеми войсками Украинской державы, находившимися в районе Одессы.

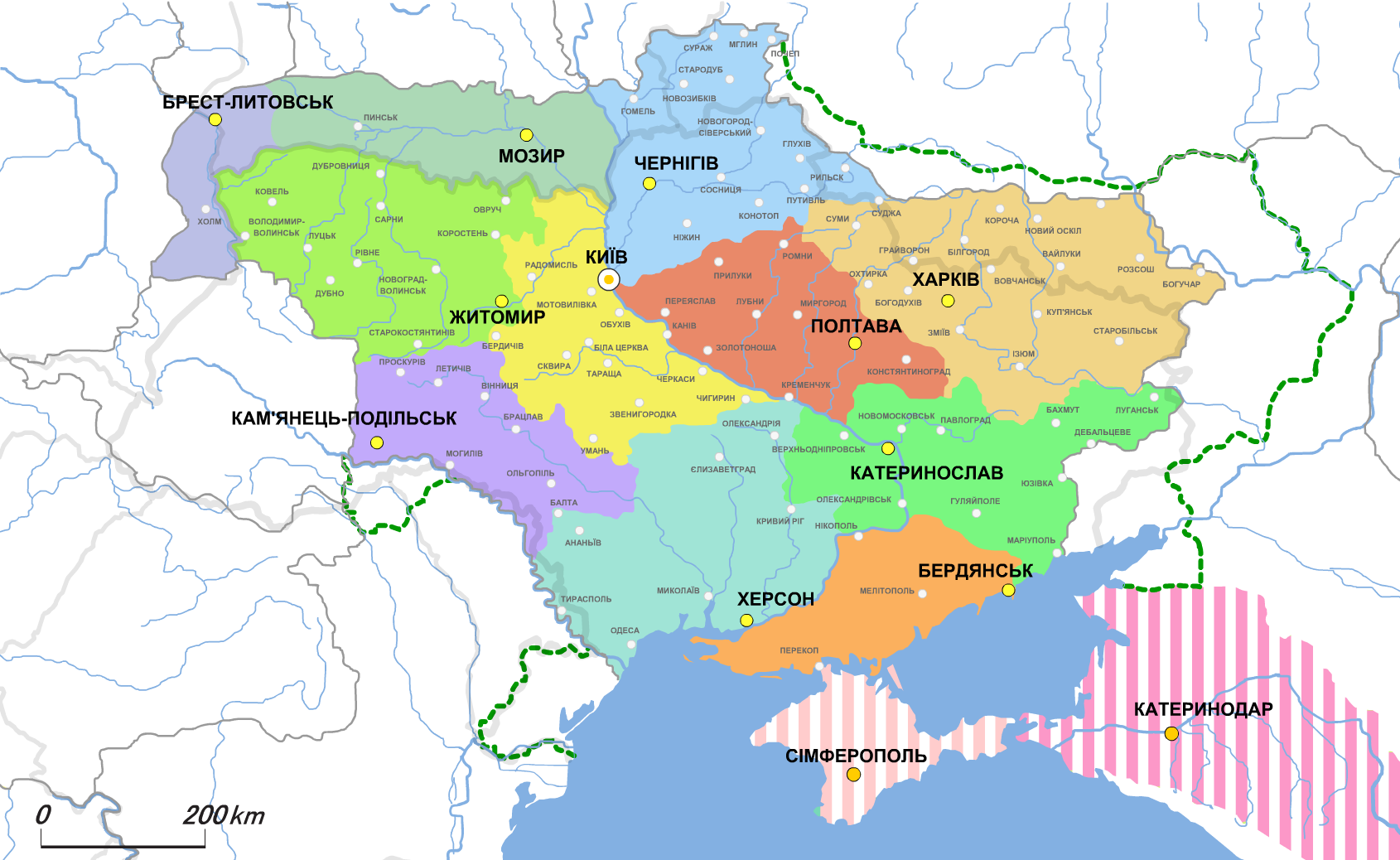
Административно-территориальное деление. Зелёная пунктирная линия — территориальные претензии.

8 июля —3-й Одесский корпус переименован в 3-й Херсонский корпус.
20 июля — командующий войсками Армии Украинской Державы в Одессе генерал-майор В. В. Бискупский назначен и. о. командира 1-й конной дивизии в районе Одессы.
В ноябре-декабре В. В. Бискупский также возглавлял русские добровольческие части в Одессе.
16 ноября начался мятеж Директории против власти германского оккупационного командования, правительства Украинской державы и лично гетмана П. П. Скоропадского. В армии произошёл раскол и началась «Украинская гражданская война». Военнослужащие принимали одну из сторон. Гражданская война на Украине грозила смести ещё одну власть.
Командир 3-го корпуса генеральный значковый А. И. Березовский, перешедший с частью личного состава корпуса в русскую Добровольческую армию, в Одессе выступил против мятежных войск Директории. Так как власть в Одессе перешла к Директории, то он был уволен из армии распоряжением Директории. Русские офицеры-добровольцы отошли в направлении порта.
3—12 декабря генерал-майор В. В. Бискупский командовал ещё и совсем ослабленным 3-м Херсонским корпусом.
В начале декабря генерал-майор В. В. Бискупский объявил о сопротивлении начальнику Херсонской дивизии Директории атаману Н. Ф. Григорьеву, наступавшему на Одессу, имея 150 козаков Украинской державы против 1500 козаков Директории. Можно предположить, что оставшаяся верной правительству часть личного состава 1-й конной дивизии приняла участие в боях против войск Директории.
Отряды Херсонской дивизии Н. А. Григорьева двигались на Одессу двумя колоннами. При этом В. В. Бискупский имел в это время в своём распоряжении до 50 козаков правительственных войск против одной колонны повстанцев-григорьевцев и около 100 козаков — против другой. Колонны повстанцев-григорьевцев без усилий прошли позиции правительственных войск и подошли к Одессе со стороны н.п. Жмеринка и Вознесенск 9 декабря начальник дивизии атаман Н. А. Григорьев предъявил ультиматум о сдаче города.
В Одессе в течение 11—17 декабря шла борьба за власть между вооружёнными группировками Директории, союзных войск Антанты и русской Добровольческой армии.
Непродолжительная «Украинская гражданская война 16 ноября — 14 декабря 1918 года» завершилась 14 декабря, когда Верховный Воевода Украинской Армии и Флота гетман П. П. Скоропадский дал указания командующему всеми русскими добровольческими частями в Украинском государстве князю генерал-лейтенанту А. Н. Долгорукову, а тот издал приказ о прекращении сопротивления и демобилизации защитников Киева. Скоропадский отрёкся от власти. Правительство передало полномочия Городской Думе и Городской Управе.
18 декабря выполнив требование командования союзных войск Антанты, войска Директории покинули Одессу. Французское командование заявило о том, что Одесса и Одесский район становятся их сферой влияния. В городе концентрировались белогвардейские войска. В тот же день генерал-майор Бискупский освобождён от должности командующего всеми войсками Украинской державы, находившимися в районе Одессы, и командующего русскими добровольческими частями в Одессе.

## Командование
- Бискупский, Василий Викторович, начальник дивизии, генерал-майор, (20.07- декабрь 1918)

## Состав
На апрель-декабрь 1918:
- Управление
- 1-й конный полк
- 2-й конный полк
- Другие подразделения